# Giáo hoàng Ađrianô III
Ađrianô III  (Latinh: Adrianus III) là vị giáo hoàng thứ 109 của giáo hội Công giáo. Ông đã được giáo hội suy tôn là thánh sau khi qua đời. Theo niên giám tòa thánh năm 1806 thì ông đắc cử Giáo hoàng vào năm 884 và ở ngôi Giáo hoàng trong 1 năm 4 tháng. Niên giám tòa thánh năm 2003 xác định triều đại của Giáo hoàng Adrianus kéo dài từ ngày 17 tháng 5 năm 884 cho tới tháng 9 năm 885.
Giáo hoàng Adrianus sinh tại Rôma. Ngay sau khi lên ngôi, ông chống lại Photius. Đồng thời, ông cũng bác bỏ mọi yêu cầu và áp lực của hoàng đế Đông Phương ủng hộ Photius. Được mời tham dự hội nghị Diet of Worms, ông qua đời đang khi đi thăm nước Pháp trên đường đi ở San Cesario, Nonantola, gần Modena.